# مسجد بل خشتي
مسجد پُل خشتي هو أكبر مسجد في كابُل في أفغانستان. يقع في منتصف مدينة كابُل القديمة وقد تم تشيده في نهاية القرن الثامن عشر وتم توسعته في عهد الملك محمد ظاهر شاه في نهاية عام 1960م. تعرض المسجد للأضرار نتيجة للصراعات القائمة حالياً ويُعد واحد من الأبنية القليلة التي تم تجديدها في المنطقة.
ويؤكد كثير من الأفغانيون ان إمام هذا المسجد كان أنجليزي الجنسية تحول للإسلام واستمر إمام للمسجد للعديد من السنوات في أوائل القرن العشرين وانه قد ترك منصبه وعاد إلى بلاده بعد ذلك.